# MAGURA V5
MAGURA V5 （MAGURA為“Maritime Autonomous Guard Unmanned Robotic Apparatus”之縮寫，中文即海上自主防衛無人載具V型）是烏克蘭開發之多用途無人水面載具，能夠執行各種任務，包含監視、偵察、巡邏、搜救、掃獵水雷、海上安全和戰鬥任務。

## 發展
2022年11月，烏克蘭政府宣布開發作戰用水面無人載具，操作範圍可達800公里。
該艇首次亮相於2023年7月25日至28日在土耳其伊斯坦堡舉行的國際國防工業展（IDEF）。2023年7月29日，美國有線電視新聞網（CNN）報導證實，MAGURA V5無人自殺攻擊艇的開發進度不僅只是展示模型階段，而已經是一個可以完全運轉的系統。
2024年7月《政治科学与安全研究杂志》（Journal of Political Science and Security Research）发表的一项研究结果中，乌克兰Magura V5海上攻击无人机被认为是在抵御俄罗斯全面入侵期间最有效的无人載具，其标榜战绩包括成功攻击了14艘俄罗斯船只，其中8艘被完全摧毁，对俄罗斯造成的总损失估计超过5亿美元。

## 戰績
2023年11月，在一次有紀錄的操作中，停靠在克里米亞西部黑海村俄羅斯海軍基地的兩艘登陸艇被摧毀。 
2024年初，烏克蘭國防部情報總局局長基里爾·布達諾夫表示，幾架MAGURA V5造成了俄羅斯狼蛛III級導彈快艇伊萬諾維茨號沉沒。
2024年2月14日，烏克蘭武裝部隊總參謀部宣布多架 MAGURA V5 無人艇在俄羅斯佔領的克里米亞沿海城市阿盧普卡附近攻擊並擊沉了大型登陸艦凱撒·庫尼科夫號。
2024年3月5日，俄军22160型巡邏艇謝爾蓋·科托夫號被乌克兰国防情报局第13组派出的MAGURA V5无人艇击沉。
2024年12月31日，烏克蘭國防部公佈一段影片，指GUR的MAGURA V5無人快艇在克里米亞使用R-73 海龍防空導彈擊落一架Mi-8直升機。
2025年5月2日，烏克蘭的MAGURA V7無人防空快艇使用AIM-9X導彈擊落了一架苏-30战斗机。這次擊落是無人快艇第一次擊落戰機。

## 主要尺寸及基本諸元
數位轉化部於2022年11月发布了MAGURA V5無人艇的一些基本資料： 
- 船長：5.5m
- 排水量：<1000 公斤
- 作戰半徑：最大400 公里
- 操作範圍：最大800 公里
- 巡航時間：長達60小时
- 配賦：最多 200 公斤
- 巡航速度：41 公里/小时
- 最高船速：42節（78公里/小时）
- 導航方式：自動GNSS 、慣性、目視
- 影像傳輸：最多3軌高清影片串流
- 加密保護：256位元加密
- 生產成本：约273,000美元

根據報導，MAGURA V5無人艇除配有自動駕駛系統、影像子系統（包含夜視、備用通信模組和作戰系統）外，還備有一個陸基自動控制站、一個傳輸及儲存系統及一個資料中心。

## 改进型
MAGURA V7无人艇是其防空改进型，主要是加装了AIM-9防空导弹，在2025年的海战中取得战果。